# Escuelas Pías de Alcira

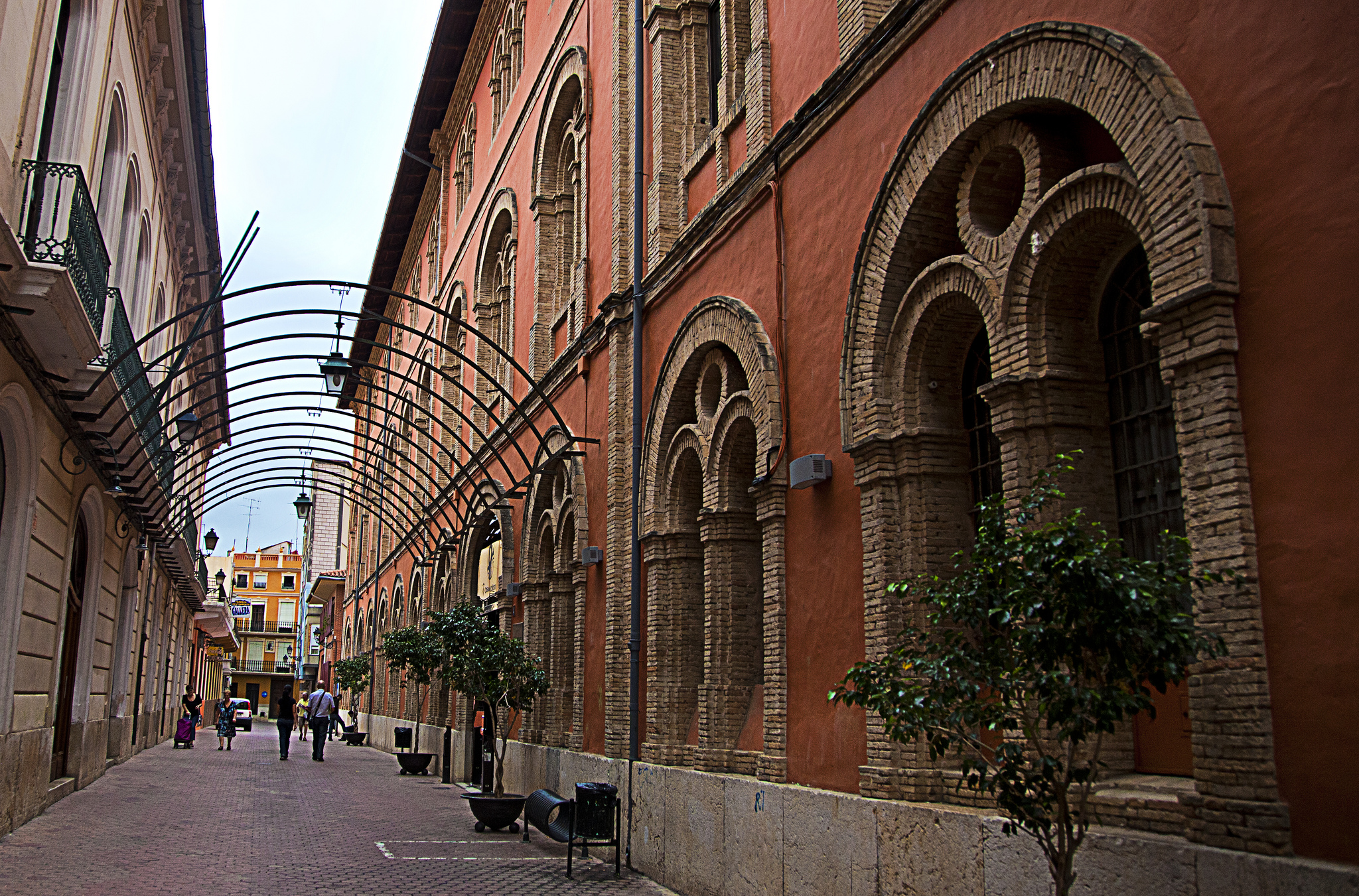
Fotografía tomada en 2012 de la fachada del edificio Escuelas Pías.

Las Escuelas Pías es un antiguo edificio escolar situado en la calle de las Escuelas Pías, en el municipio de Alcira. Es Bien de Relevancia Local con identificador número 46.20.017-016.

## Historia
En 1270 fue fundado el Real Monasterio de San Agustín, que se estableció en el espacio entre la Plaza Mayor, la calle del Fossar (que posteriormente se llamaría de Pérez Galdós), y las de Santa Rita y Huerto de los Frailes. Tras la desamortización de 1821, el monasterio fue vendido y parcelado en varias propiedades destinadas a la construcción de nuevos edificios. Entre 1875 y 1878 se levantó en lo que había sido el claustro el colegio de los Padres Escolapios, las Escuelas Pías. En otra de las parcelas quedó la iglesia, demolida el 19 de marzo de 1936, y en cuyo solar se ubicó una entidad financiera.

## Descripción
El conjunto protegido, según indica el Catálogo de Bienes y Espacios Protegidos del Ayuntamiento de Alcira, incluye lo que fue el antiguo monasterio. Así pues comprende elementos desde el siglo XIII al XX que forman parte de diversas propiedades con usos diferentes, incluyendo viviendas, empresas de servicios y locales de uso cultural.
El edificio de las Escuelas levantado en el siglo XIX presenta una fachada de composición seriada, en la que se repite una sucesión de grandes ventanas de ornamentación neorrómanica. La cornisa que la remata está decorada con ladrillo y un alero de viguería de madera. El interior ha sido muy transformado por las rehabilitaciones y adaptaciones al uso. Se conserva el patio con el estilo original, formando una especie de claustro no relacionado con el del monasterio primitivo.
De propiedad municipal,  se utiliza (a inicios del siglo XXI) para diversos usos culturales, como museo, biblioteca y similares.